# Warsaw Security Forum
Das Warschauer Sicherheitsforum (Warsaw Security Forum, WSF) ist eine internationale Konferenz, die sich auf Sicherheits- und Verteidigungsfragen konzentriert. Sie findet jährlich in Warschau, Polen, statt und bringt Politiker, Experten und Vertreter der Wirtschaft zusammen, um aktuelle sicherheitspolitische Herausforderungen und Strategien zu diskutieren.
Das Warschauer Sicherheitsforum wird von der Casimir-Pulaski-Stiftung organisiert, einem polnischen Think Tank der sich mit internationalen Beziehungen und Sicherheitsfragen beschäftigt. Ziel war es, eine Plattform zu schaffen, auf der sich Experten und Entscheidungsträger regelmäßig über sicherheitspolitische Herausforderungen und Strategien austauschen können, um den Dialog und die Zusammenarbeit zwischen den NATO-Verbündeten und -Partnern zu fördern und zur Stärkung der internationalen Sicherheitsarchitektur beizutragen.

## Geschichte
Das Warschauer Sicherheitsforum wurde 2014 von Zbigniew Pisarski gegründet und findet seitdem jährlich statt. In den darauf folgenden Jahren wurden Themen wie NATO-Strategien, regionale Sicherheitsfragen und die sich verändernde geopolitische Landschaft diskutiert. Ab 2017 erweiterte das Forum die behandelten Themengebiete um Cybersecurity, hybride Bedrohungen und die Sicherheit im Ostseeraum. Es wurden zudem spezielle Panels und Workshops eingeführt, um tiefergehende Gespräche zu ausgewählten Themen zu ermöglichen. Trotz der Herausforderungen, die die COVID-19-Pandemie mit sich brachte, fand das Forum weiterhin in einem hybriden Format mit virtuellen und physischen Veranstaltungen statt. Die Pandemie selbst wurde zu einem wichtigen Thema, insbesondere im Zusammenhang mit der Widerstandsfähigkeit von Sicherheitssystemen. Das Forum setzte ab 2021 seinen Fokus auf aktuelle sicherheitspolitische Entwicklungen, darunter der Konflikt zwischen Russland und der Ukraine, die Rolle Chinas in der globalen Sicherheitsarchitektur und die Anpassung der NATO an neue Bedrohungen.

## Teilnehmer
Das Warsaw Security Forum versammelt heute über 1.500 Teilnehmer aus über 90 Ländern, um sich im Rahmen der transatlantischen Zusammenarbeit über Themen der Außen-, Sicherheits- und Verteidigungspolitik auszutauschen und gemeinsame Sicherheitsstrategien und Lösungen für globalen Herausforderungen zu erarbeiten.

## Internationaler Beirat
Er berät das Forum in strategischen Fragen, stärkt das Netzwerk und bringt vielfältige Perspektiven und Expertisen in der transatlantischen Sicherheitsdebatte sowie Einblicke in die internationale Wahrnehmung der polnischen Politik ein.
Die Mitglieder des Beirates sind Catherine Ashton, Jacek Czaputowicz, Mark Carleton Smith, Ben Hodges, Hanna Hopko, Linas Linkevičius, David Petraeus und Norbert Röttgen.

## Knight of Freedom Award
Im Rahmen des Warsaw Security Forums verleiht die Casimir-Pulaski-Foundation seit 2005 jährlich den „Knight of Freedom Award“ an herausragende Persönlichkeiten, die zur Förderung der von Kazimierz Pułaski vertretenen Werte wie Freiheit, Gerechtigkeit und Demokratie beigetragen haben.
Zu den Preisträgern gehören Norman Davies, Władysław Bartoszewski, Aleksander Milinkiewicz, Lech Wałęsa, Valdas Adamkus, Aleksander Kwaśniewski, Javier Solana, Bernard Kouchner, Richard Lugar, Vaira Vīķe-Freiberga, Micheil Saakaschwili, Carl Bildt, Radosław Sikorski, Toomas Ilves, Michail Chodorkowski, Mary Robinson, Anders Fogh Rasmussen, Dalia Grybauskaitė, Thorbjørn Jagland, Alexei Nawalny, Olena Zelenska und die NATO.

## Partner
Das Warsaw Security Forum wird von zahlreichen polnischen und internationalen Partnern unterstützt. Zu diesen zählen staatliche Akteure, Nichtregierungsorganisationen und Unternehmen sowie jährlich wechselnde Partnerländer für das kulturelle Programm.
Strategische Partner
- Nationales Sicherheitsbüro der Republik Polen
- NATO

Schirmherrschaft
- Verteidigungsministerium der Republik Polen
- Ministerium für Auswärtige Angelegenheiten der Republik Polen
- Stadtverwaltung Warschau

Institutionelle Partner
- Visegrad Fund
- Open Society Foundations
- NATO
- Ministerium für Auswärtige Angelegenheiten der Republik Polen
- Wilfried Martens Centre for European Studies
- Friedrich-Ebert-Stiftung
- Heinrich-Böll-Stiftung
- Konrad-Adenauer-Stiftung
- Centum Mieroszewskiego
- Central European Initiative
- Stiftung für Deutsch-Polnische Zusammenarbeit
- German Marshall Fund
- Polish-American Freedom Foundation
- Leaders of Change Foundation
- National Endowment for Democracy

Programm Partner
- Center for European Policy Studies
- Centrum Stosunków Międzynarodowych
- International Centre for Ukrainian Victory
- Munich Security Conference
- New Strategy Center
- Observer Research Foundation
- Stockholm Centre for Eastern European Studies
- European Council on Foreign Relations